# Phalaenopsis violacea
Phalaenopsis violacea är en orkidéart som beskrevs av H.Witte. Phalaenopsis violacea ingår i släktet Phalaenopsis och familjen orkidéer. Inga underarter finns listade i Catalogue of Life.

## Bildgalleri

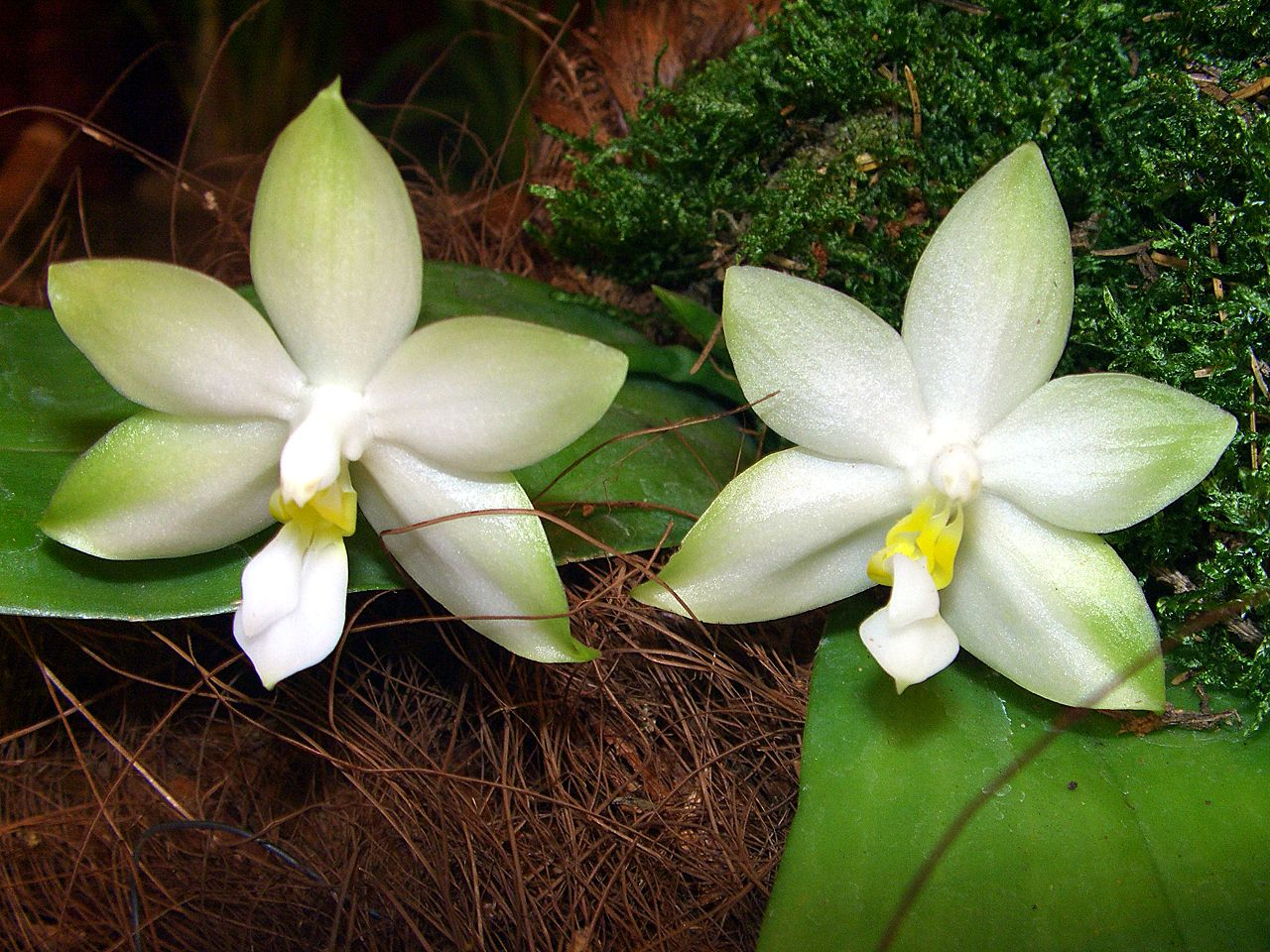
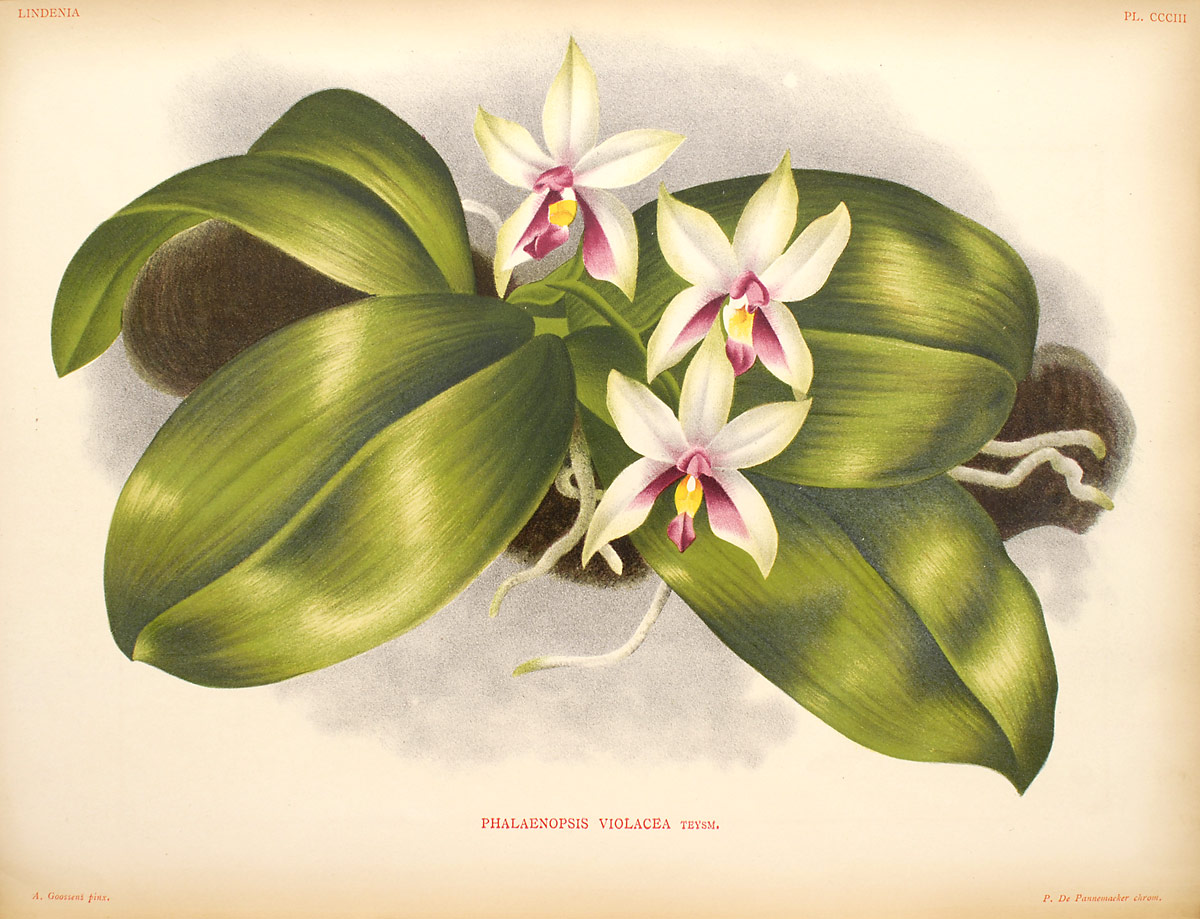
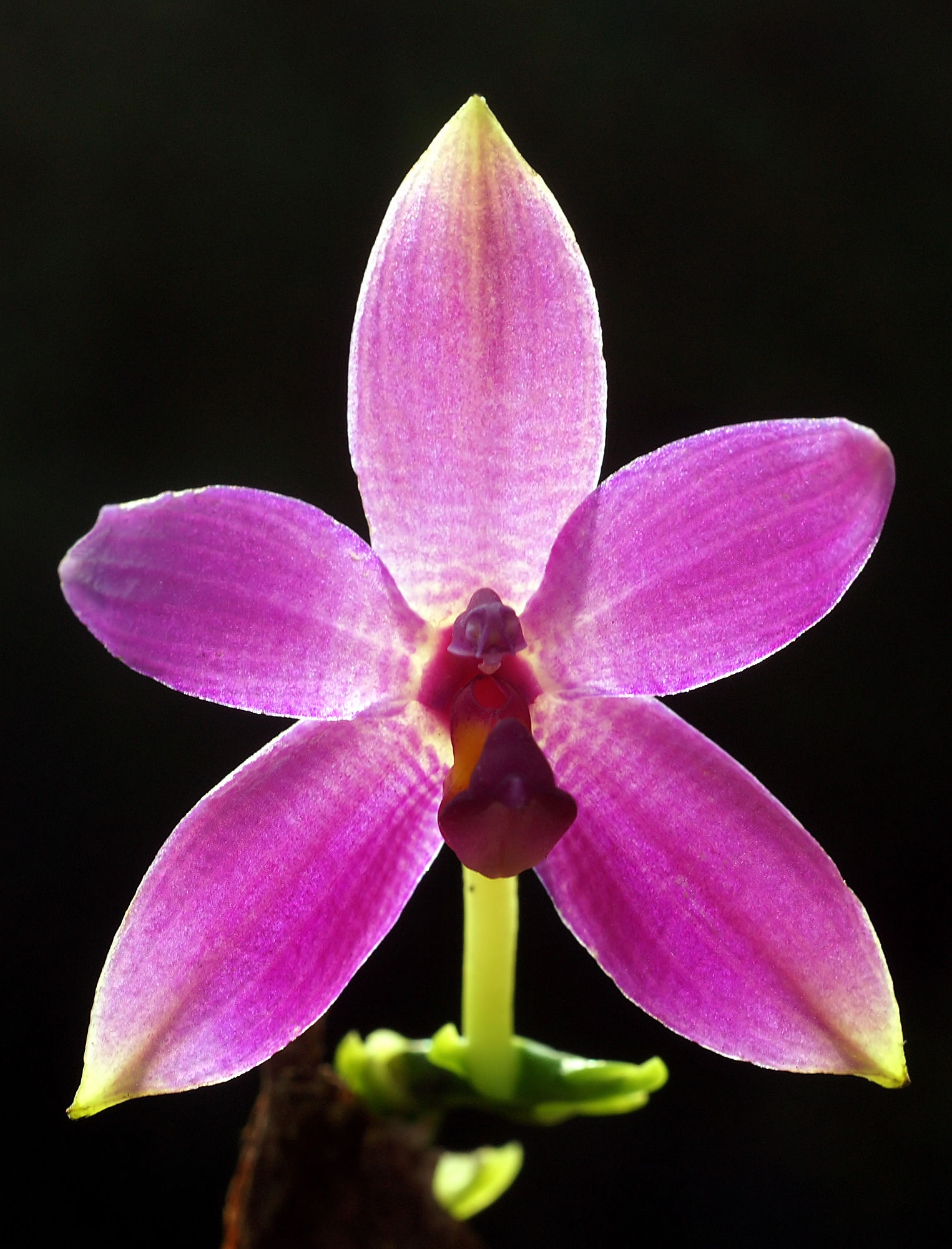
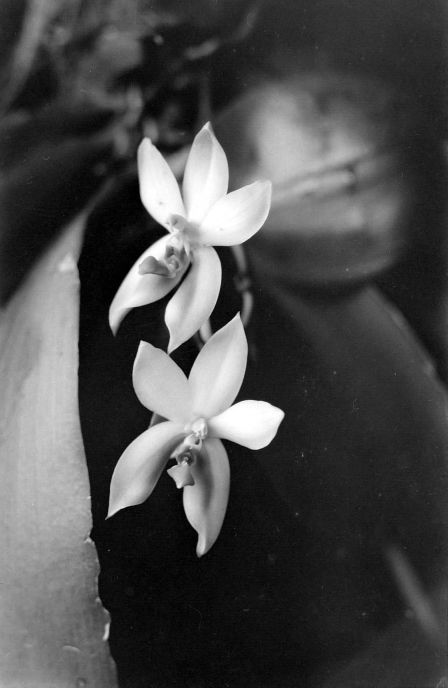
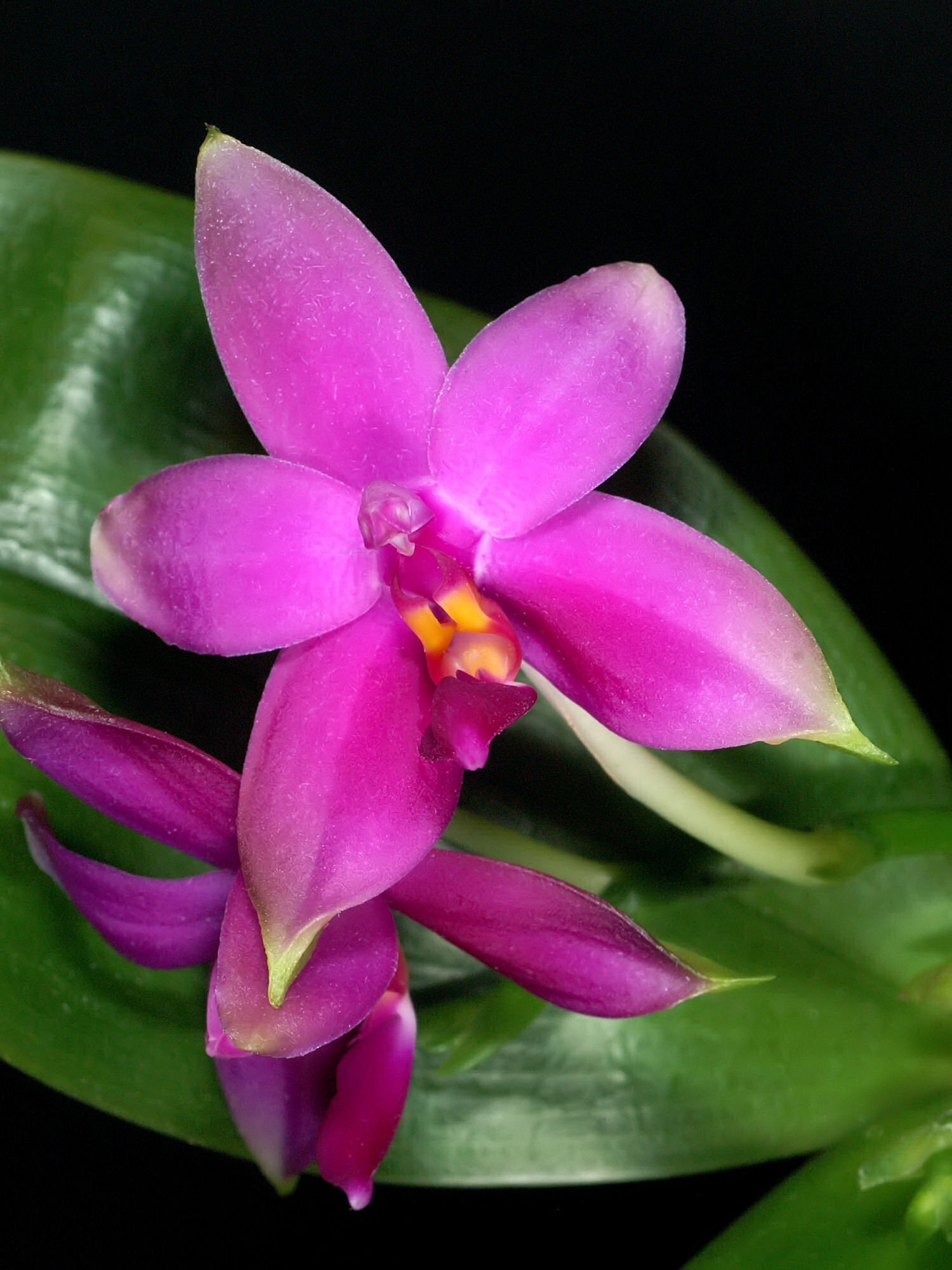
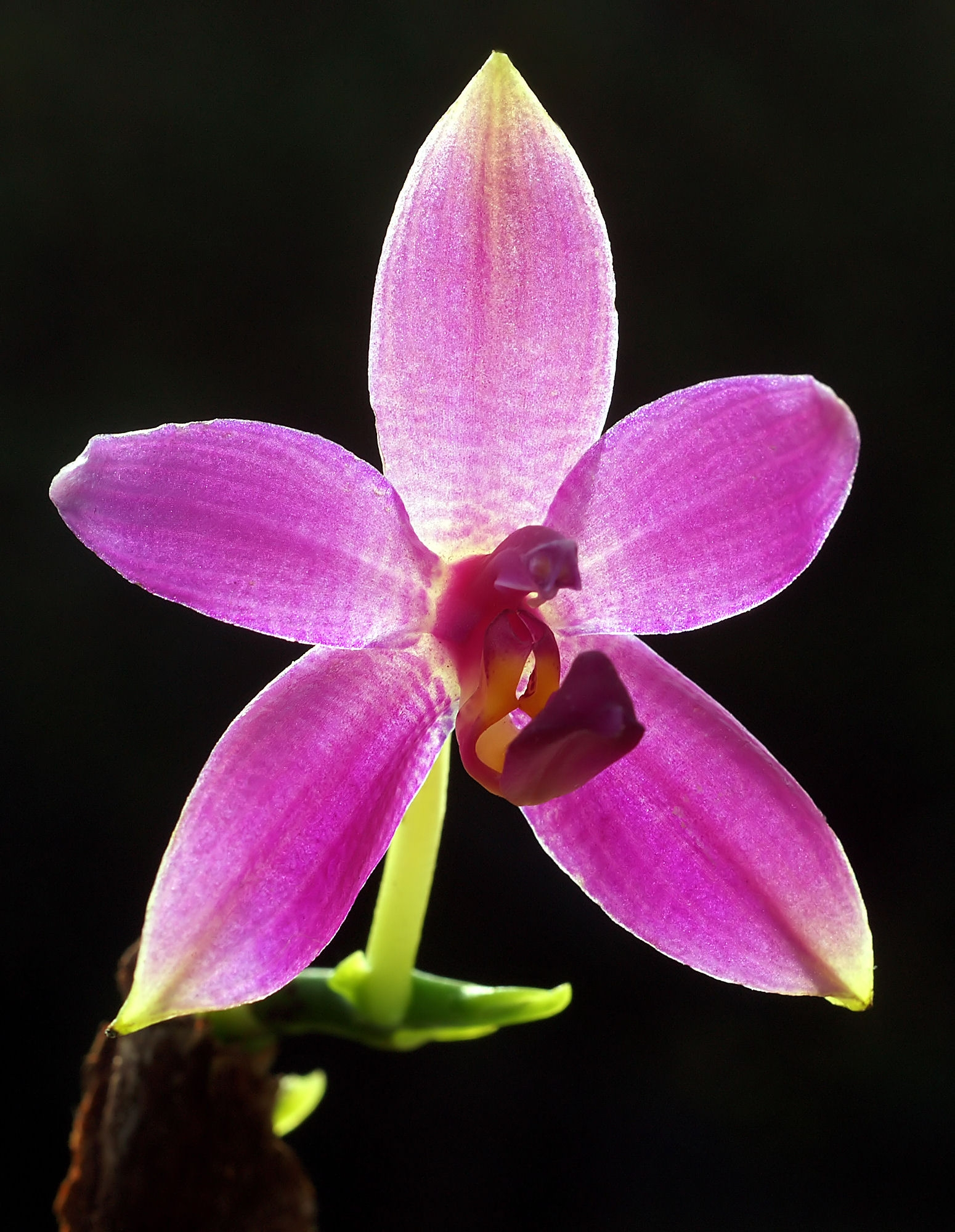